# Philipp Klement
Philipp Klement (* 9. September 1992 in Ludwigshafen am Rhein) ist ein deutscher Fußballspieler.

## Karriere

### Vereine

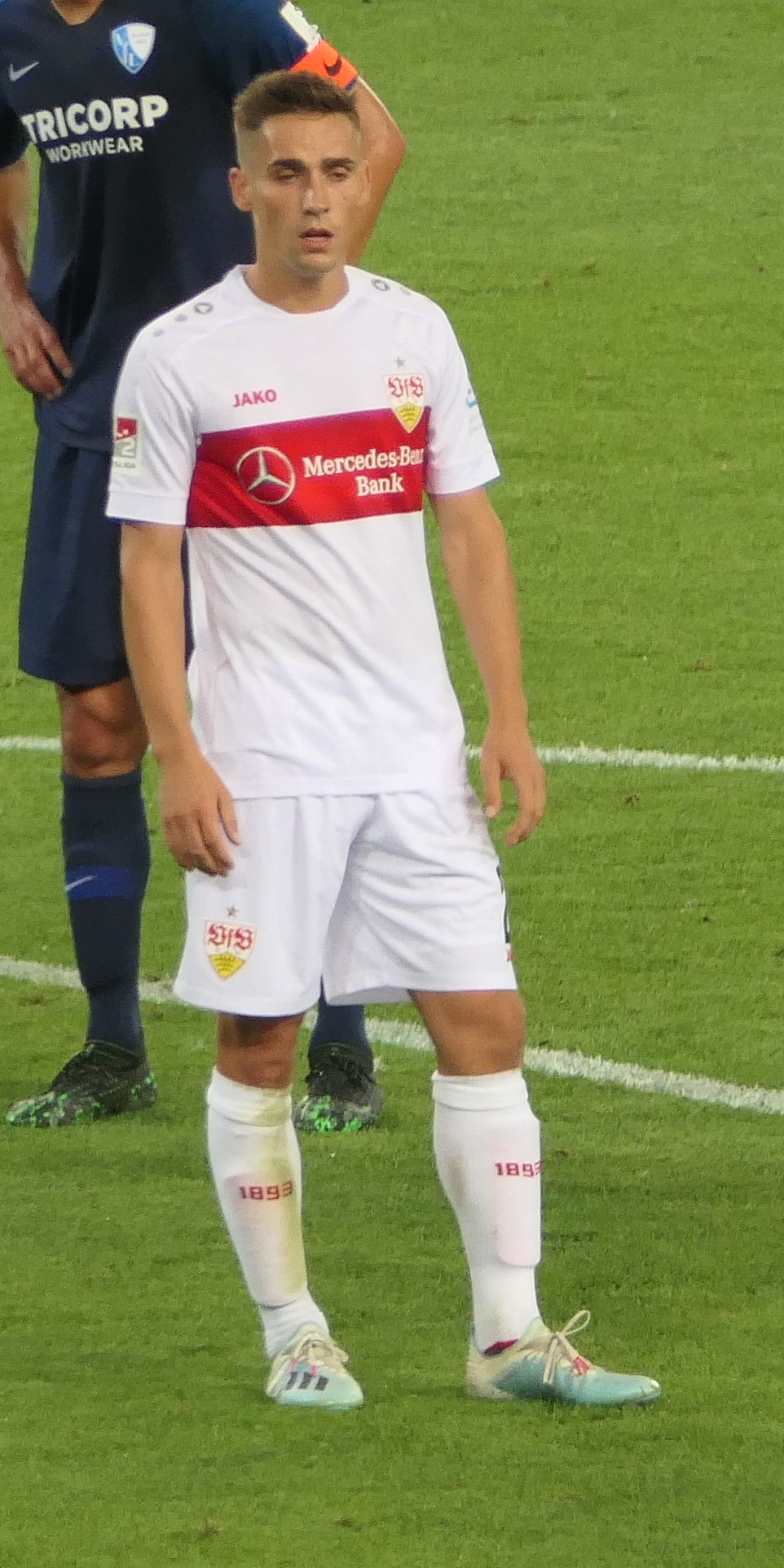
Philipp Klement beim VfB Stuttgart 2019

In seiner Jugend spielte Klement für den TuS Wachenheim und ab 2004 für den 1. FC Kaiserslautern, mit dessen A-Jugend er 2010/11 deutscher Vizemeister wurde. Im Sommer 2011 unterschrieb er beim 1. FC Nürnberg einen Dreijahres-Profivertrag. Dort kam er in der zweiten Mannschaft zum Einsatz, saß aber auch einmal bei den Profis auf der Ersatzbank. Im Januar 2013 wurde er in die Dritte Liga an den F.C. Hansa Rostock verliehen, um Spielpraxis zu sammeln. Nach seiner Rückkehr nach Nürnberg spielte er 2013/14 wieder für die Club-Reserve in der Regionalliga Bayern. Gleichzeitig trainierte Klement als zweiter Co-Trainer auch die U-15 des Clubs.
Anfang August 2014 wurde Klement vom 1. FSV Mainz 05 verpflichtet und kam dort zunächst in dessen U-23 in der Dritten Liga zum Einsatz. Am  4. Spieltag der Saison 2015/16 wurde er erstmals für die Mainzer in der 1. Liga eingewechselt. Er gehörte danach bis zu einer Oberschenkelverletzung zum Bundesliga-Kader. In der Winterpause 2015/16 erhielt er einen bis zum 30. Juni 2018 datierten Profivertrag, kam aber in der 1. Bundesliga nicht mehr zum Einsatz.
Am 23. Januar 2018 schloss er sich zunächst bis zum Saisonende dem Drittligisten SC Paderborn an. Am Saisonende wurde seine Vertragslaufzeit bis 2020 verlängert. Er stieg mit dem SC Paderborn 2018 in die 2. Bundesliga und 2019 in die Bundesliga auf. In seiner letzten Saison war er mit 16 Ligatoren bester Torschütze der Paderborner.
Zur Saison 2019/20 verließ er auf eigenen Wunsch den SC Paderborn und wechselte zum aus der Bundesliga abgestiegenen VfB Stuttgart mit einer Vertragslaufzeit bis 2023. Mitte Januar 2022 kehrte er bis zum Ende der Saison 2021/22 auf Leihbasis nach Paderborn zurück.
Zur Saison 2022/23 kehrte er zunächst zum VfB Stuttgart zurück, wechselte jedoch kurz nach Saisonbeginn im August 2022 zu seinem Jugendverein, dem Zweitligisten 1. FC Kaiserslautern. Er verdrängte dort zunächst Mike Wunderlich im offensiven Mittelfeld und war in der Saison bei sechs Einwechslungen überwiegend Stammspieler. In der folgenden Saison hatte er unter keinem der insgesamt drei Trainer Schuster, Grammozis und Funkel einen Stammplatz inne und kam nur auf zwölf Einsätze, wobei er einen Teil der Rückrunde verletzungsbedingt ausfiel. In der Saison 2024/25 kam er nur auf sechs Einsätze. Im Sommer 2025 verließ er Kaiserslautern.

### Nationalmannschaft
Klement wurde im September 2012 erstmals in die deutsche U-20-Nationalmannschaft berufen. Er kam dort zweimal zum Einsatz.

## Erfolge
- Aufstieg in die Bundesliga: 2019 (SC Paderborn 07), 2020 (VfB Stuttgart)
- Aufstieg in die 2. Bundesliga: 2018 (SC Paderborn 07)